# 煙霞
『煙霞』（えんか）は、黒川博行の小説。産経新聞大阪本社夕刊に2005年10月3日から2006年10月6日まで連載され、2009年1月30日に文藝春秋から単行本が刊行された。2011年7月8日には文春文庫版が発刊された。
2015年7月にWOWOWでテレビドラマ化された。

## 書誌情報
- 単行本：文藝春秋、2009年1月30日、ISBN 978-4163267609
- 文庫本：文春文庫、2011年7月8日、ISBN 978-4167447090

## テレビドラマ
『煙霞 〜Gold Rush〜』（えんか ゴールドラッシュ）のタイトルで、2015年7月18日から8月8日までWOWOWの連続ドラマW枠で放送された。大阪を舞台とし、キャストも関西出身者で揃えられた。
なお第1回のみ、7月20日未明（7月19日深夜）に関西テレビ放送で、WOWOWの協力で特別放送され、主演した森山未來へのインタビュー（聴き手・杉本なつみ）や、メイキング映像を放送した。

### キャスト
- 熊谷 透 - 森山未來 ：私立晴峰女子高校の美術教師
- 正木 菜穂子 - 高畑充希 ：私立晴峰女子高校の音楽教師
- 小山田 - 尾上寛之 ：私立晴峰女子高校の体育教師
- 酒井 - 桂文珍 ：私立晴峰女子高校の理事長
- 朱美 - 中村ゆり ：酒井の愛人
- 井沢 - 佐藤佐吉：箕輪に雇われたヤクザ
- 箕輪 - 木下ほうか ：教育コンサルタント
- 中尾 - 木村祐一 ：教育コンサルタント
- 知美 - 今出舞：熊谷の元教え子
- 妙 - 吉岡里帆：熊谷の元教え子

### スタッフ
- 監督 - 小林聖太郎
- 脚本 - 江頭美智留
- 音楽 - きだしゅんすけ
- プロデューサー -井上衛、河添太
- 劇中挿入歌 - 「Lady Blues」
  - 作詞・小林聖太郎、磯谷佳江 / 作曲・編曲・きだしゅんすけ / 歌・高畑充希